# Die Straßennamen Lüneburgs
Die Straßennamen Lüneburgs titelt ein in mehreren Auflagen erschienenes Nachschlagewerk über die Straßen sowie die Entstehungsgeschichten zu den Benennungen der Straßen der Stadt Lüneburg.

## Geschichte
Als Teil der Stadtgeschichte der alten Salz- und Hansestadt Lüneburg erschien erstmals 1914 ein von dem Historiker, Archivar und Museumsdirektor Wilhelm Reinecke verfasstes Buch über die Lüneburger Straßennamen. Das zunächst in Hannover bei Geibel herausgegebene Werk zählte zugleich als Band 30 in der Reihe der Quellen und Darstellungen zur Geschichte Niedersachsens.
Zur Zeit des Nationalsozialismus publizierte Reinecke 1942 eine zweite Auflage des Werkes.
1966 erschien eine überarbeitete Neuauflage durch Gustav Luntowski, der die „Entnazifizierung“ sowie Um- und Neubenennungen von Straßennamen etwa in den in der Nachkriegszeit gebildeten Stadterweiterungen dokumentierte.
Nachfolgende Auflagen berücksichtigen Gebietsveränderungen und die durch Neubauten und die Gebietsreform des Jahres 1974 erfolgten Straßenbenennungen. Die 5. Auflage aus dem Jahr 2007 wurde – anknüpfend an den Autor der Erstausgabe – von der am Stadtarchiv Lüneburg tätigen Archivarin und Historikerin Uta Reinhardt und dem Archivdirektor Gustav Luntowski über die Edition Ruprecht in Göttingen herausgegeben, zugleich Band 15 der seinerzeit vom Deutschen Salzmuseum herausgegebenen monografischen Reihe De Sulte.
Zur 5. Auflage schrieb die Edition Ruprecht auf ihrer Seite, neue Straßennamen würden „inzwischen eher nach historischen Persönlichkeiten oder Bezeichnungen aus Flora und Fauna vergeben, sofern nicht die Anknüpfung an einen alten Flurnamen möglich ist – während früher meistens topografische Besonderheiten, öffentliche Gebäude, Einrichtungen oder Gewerbe den Namen einer Straße bestimmten.“
Im Zusammenhang mit der nach Carl Peters benannten Straße wurde 2006 nach einem Antrag zur Umbenennung der Carl-Peters-Straße im Stadtteil Goseburg im Rat der Stadt Lüneburg folgender Beschlussvorschlag ungeändert angenommen: „Das Stadtarchiv (Archivdirektorin Frau Dr. Reinhardt) wird beauftragt, im Zusammenwirken mit der Universität Lüneburg eine Überprüfung aller Straßennamen in der Stadt Lüneburg, ihren Ortsteilen und den Ortschaften vorzunehmen und dem Rat ein Ergebnis mit entsprechenden Empfehlungen vorzulegen“.